# Strabomantis sulcatus
Strabomantis sulcatus é uma espécie de anfíbio  da família Craugastoridae. Pode ser encontrada no Brasil, Peru, Equador e Colômbia.
Os seus habitats naturais são: florestas subtropicais ou tropicais húmidas de baixa altitude.